# Archeologisch museum (Košice)
Het Archeologisch Museum is de tentoonstellingsruimte van de verdedigingswerken van de stad Košice, en meer bepaald van de vesting der zogenoemde Benedenpoort.

## Geschiedenis
De overblijfselen van de "Benedenpoort" werden ontdekt tijdens de wederaanleg van de Hlavná-straat in 1995-1996. Het archeologisch onderzoek dienaangaande werd geleid door Košice-deskundigen Marcela Ďurišová en Jozef Duchoň. Het museumproject is het werk van ingenieur Alexander Lami.
Het museum is gelegen aan de Námestie slobody, vlak bij de Sint-Michielskerk en de kathedraal, ter hoogte van de huisnummers 23 en 24 in de Hlavná ulica. Het "museum" als dusdanig is een ondergrondse ruimte, gesitueerd onder een grote betonnen plaat. Het werd voor het publiek toegankelijk gesteld in 1998.

## Opgegraven elementen
De opgravingen legden overblijfselen bloot van het volgende:
- de Arpadtoren van de Benedenpoort uit de tweede helft van de 13e eeuw,
- de Arpadwal, dit is de oudste stadswal met een arcadesysteem daterende van het einde der 13e eeuw,
- de Luxemburgtoren van de poort, met een stenen brug over de eerste gracht uit het begin van de 15e eeuw,
- de Luxemburgdwingel uit het begin van de 15e eeuw,
- een stenen kanalisatie voor waterafvoer uit een sloot (15e eeuw),
- de Corvinus-bruggeschans en een brug die naar de oostelijke poort leidt, (15e en 16e eeuw),
- de Stenen Brug van Corvinus met gewelfde bogen die naar de bruggeschans uit de 15e en 16e eeuw leidt,
- het Betlen's bastion uit de eerste helft van de 17e eeuw,
- de fundering van de Benedenbarak uit 1713, afgebroken in 1830.